# Конрад II фон Потендорф
Конрад II фон Потендорф (на немски: Konrad von Pottendorf, Herr zu Kirchschlag-Pottendorf; † сл. 1396) е австрийски благородник, господар на Потендорф и Кирхшлаг в Ерцхерцогство Австрия в Долна Австрия.

## Произход
Той е син на Конрад 'Стари', господар на Потендорф, Ебенфурт и Кирхшлаг († сл. 1350) и първата му съпруга Катарина фон Полхайм († 1327). Баща му се жени втори път за Агнес фон Раубенщайн († сл. 1344). Внук е на Конрад фон Потендорф, господар на Ебенфурт и Кирхшлаг († 1321/1324) и Хедвиг фон Голдек († сл. 1328). Правнук е на Рудолф фон Потендорф († 1263) и Еуфемия фон Куенринг († сл. 1280). Потомък е на Рудолф фон Потендорф († 1263) и Хартнайд фон Потендорф († сл. 1192).
Полубрат е на Фридрих фон Потендорф († сл. 1395), женен пр. 1389 г. за графиня Маргарета фон Бьозинг и Санкт Георген († сл. 1412) и има дъщеря, и на Албрехт фон Потендорф († 1394), женен пр. 1375 г. за Анна фон Петау († пр. 1381) и има син с нея, от втори брак/връзка има също син.
Родът Потендорф изчезва по мъжка линия през 1488 г., но по женска линия продължава да съществува.

## Фамилия
Конрад II фон Потендорф се жени пр. 29 март 1357 г. за Елизабет/Елзбет фон Валзее († 25 юли 1374), дъщеря на Райнпрехт I фон Валзее, господар на Ваксенберг († 1360/1361) и трушзе Елзбет фон Ленгенбах († 1347). Те имат син:
- Ханс фон Потендорф, господар на Файщриц († 1404/1412), женен на 4 септември 1401 г. за графиня Маргарета фон Щубенберг († сл. 1430), дъщеря на граф Ото 'Стария' фон Щубенберг-Зооз († 1402/ок. 1403) и Маргарета Франгепан († 1353); имат двама сина:
  - фрайхер Албрехт фон Потендорф († сл. 1465)
  - Конрад фон Потендорф († 1433/1438)